# Gran Premio di Svezia 1977
Il Gran Premio di Svezia 1977 è stata l'ottava prova della stagione 1977 del Campionato mondiale di Formula 1. Si è corsa domenica 19 giugno 1977 sul Circuito di Anderstorp. La gara è stata vinta dal francese Jacques Laffite, su Ligier-Matra. Ha preceduto sul traguardo il tedesco Jochen Mass su McLaren-Ford Cosworth e l'argentino Carlos Reutemann su Ferrari.

## Vigilia

### Sviluppi futuri
Cambiò la sede prevista per il Gran Premio del Canada che avrebbe dovuto abbandonare Mosport Park per un circuito cittadino a Toronto; successivamente l'impossibilità di allestire tale circuito fece annunciare il ritorno della gara alla sua sede tradizionale. Gli organizzatori del Gran Premio del Giappone, previsto per il 17 aprile, poi saltato, confermarono che la gara si sarebbe tenuta il 23 ottobre, sempre sul Circuito del Fuji.
Il mantenimento del Gran Premio di Svezia nel calendario mondiale fu messo in dubbio. Gli organizzatori affermarono che solo una buona affluenza del pubblico avrebbe potuto far persistere la gara nel calendario. Le 35.000 presenze per la gara della domenica rappresentarono un buon successo di pubblico.

### Aspetti tecnici
La Copersucar-Fittipaldi tornò a impiegare il modello FD04

### Aspetti sportivi
La Shadow sostituì, per questa gara, Riccardo Patrese (impegnato in una gara del campionato europeo di Formula 2 al Mugello) con il britannico Jackie Oliver. Oliver aveva già disputato 52 gran premi, l'ultimo il Gran Premio degli USA 1973, sempre con la Shadow. Attualmente Oliver era uno dei dirigenti del team, e aveva già disputato in questa stagione 1977 - sempre per il team Shadow- la Race of Champions, non valida per il Mondiale, concludendo al quinto posto (aveva sostituito il pilota titolare Tom Pryce, morto in gara in Sudafrica, a Kyalami). Fece il suo effettivo esordio, con una March del team RAM Racing/F&S Properties, il finnico Mikko Kozarowitsky. Era il primo finlandese che tornava nella massima formula dai tempi di Leo Kinnunen (ultima presenza Gran Premio d'Italia 1974). Non partecipò alla gara, in quanto impegnato nella Coppa Florio per vetture sport sull'Autodromo di Pergusa Arturo Merzario, così come non prese parte nemmeno alle prove Jac Nellemann, pilota danese che si era iscritto come privato, al volante di una Penske PC3. Non si iscrisse, rispetto al gran premio precedente, la British Formula 1 Racing Team, che aveva impiegato Bernard de Dryver.

## Qualifiche

### Resoconto
Nella prima giornata di prove il migliore fu John Watson su Brabham-Alfa Romeo in 1'25"545, davanti a Jody Scheckter e Mario Andretti. Andretti era stato il più veloce nella sessione della mattina. La giornata fu caratterizzata da temperatura elevata e sole. Durante le prove Emerson Fittipaldi subì la rottura del mozzo della ruota posteriore sinistra: la stessa sfilandosi dalla vettura sfiorò il capo del pilota. Le Ferrari scontarono dei grossi problemi agli pneumatici, tanto che la scuderia chiese alla Goodyear la produzione di nuove gomme. Anche con le gomme nuove, provate nel pomeriggio, la situazione non cambiò.
La sessione del mattino del sabato vide l'arrivo della pioggia, tanto che nessuno dei piloti effettuò dei tentativi. Al pomeriggio invece tornò il sole sul circuito. Mario Andretti conquistò la pole position in 1'25"404, bruciando così Watson, il migliore delle prove del venerdì. In seconda fila s'inserì James Hunt, davanti a Scheckter. Le Ferrari delusero ancora, tanto che Lauda impiegò anche il muletto nel tentativo di migliorarsi, ma senza successo.

### Risultati
Nella sessione di qualifica si è avuta questa situazione:
| Pos | Nº | Pilota             | Costruttore              | Tempo    | Griglia |
| --- | -- | ------------------ | ------------------------ | -------- | ------- |
| 1   | 5  | Mario Andretti     | Lotus-Ford Cosworth      | 1'25"404 | 1       |
| 2   | 7  | John Watson        | Brabham-Alfa Romeo       | 1'25"545 | 2       |
| 3   | 1  | James Hunt         | McLaren-Ford Cosworth    | 1'25"626 | 3       |
| 4   | 20 | Jody Scheckter     | Wolf-Ford Cosworth       | 1'25"681 | 4       |
| 5   | 8  | Hans-Joachim Stuck | Brabham-Alfa Romeo       | 1'26"127 | 5       |
| 6   | 4  | Patrick Depailler  | Tyrrell-Ford Cosworth    | 1'26"209 | 6       |
| 7   | 6  | Gunnar Nilsson     | Lotus-Ford Cosworth      | 1'26"227 | 7       |
| 8   | 26 | Jacques Laffite    | Ligier-Matra             | 1'26"259 | 8       |
| 9   | 2  | Jochen Mass        | McLaren-Ford Cosworth    | 1'26"380 | 9       |
| 10  | 3  | Ronnie Peterson    | Tyrrell-Ford Cosworth    | 1'26"383 | 10      |
| 11  | 17 | Alan Jones         | Shadow-Ford Cosworth     | 1'26"529 | 11      |
| 12  | 12 | Carlos Reutemann   | Ferrari                  | 1'26"542 | 12      |
| 13  | 19 | Vittorio Brambilla | Surtees-Ford Cosworth    | 1'26"573 | 13      |
| 14  | 22 | Clay Regazzoni     | Ensign-Ford Cosworth     | 1'26"616 | 14      |
| 15  | 11 | Niki Lauda         | Ferrari                  | 1'26"826 | 15      |
| 16  | 16 | Jackie Oliver      | Shadow-Ford Cosworth     | 1'27"492 | 16      |
| 17  | 34 | Jean-Pierre Jarier | Penske-Ford Cosworth     | 1'27"537 | 17      |
| 18  | 28 | Emerson Fittipaldi | Fittipaldi-Ford Cosworth | 1'27"620 | 18      |
| 19  | 31 | David Purley       | LEC-Ford Cosworth        | 1'27"716 | 19      |
| 20  | 27 | Patrick Nève       | March-Ford Cosworth      | 1'27"758 | 20      |
| 21  | 10 | Ian Scheckter      | March-Ford Cosworth      | 1'27"806 | 21      |
| 22  | 30 | Brett Lunger       | McLaren-Ford Cosworth    | 1'28"205 | 22      |
| 23  | 25 | Harald Ertl        | Hesketh-Ford Cosworth    | 1'28"377 | 23      |
| 24  | 24 | Rupert Keegan      | Hesketh-Ford Cosworth    | 1'28"404 | 24      |
| NQ  | 9  | Alex-Dias Ribeiro  | March-Ford Cosworth      | 1'28"463 | NQ      |
| NQ  | 36 | Emilio de Villota  | McLaren-Ford Cosworth    | 1'28"708 | NQ      |
| NQ  | 18 | Larry Perkins      | Surtees-Ford Cosworth    | 1'28"766 | NQ      |
| NQ  | 33 | Boy Hayje          | March-Ford Cosworth      | 1'29"086 | NQ      |
| NQ  | 39 | Héctor Rebaque     | Hesketh-Ford Cosworth    | 1'29"889 | NQ      |
| NQ  | 35 | Conny Andersson    | BRM                      | 1'30"286 | NQ      |
| NQ  | 32 | Mikko Kozarowitsky | March-Ford Cosworth      | 1'31"079 | NQ      |

## Gara

### Resoconto
Alla partenza la testa della gara venne presa da John Watson, seguito da Jody Scheckter e Mario Andretti. L'italoamericano fu però capace di passare sia il sudafricano che il nordirlandese nei primi due giri. Completavano la zona punti James Hunt, Hans-Joachim Stuck e Patrick Depailler. In un tentativo di sorpasso Gunnar Nilsson toccò la vettura di Depailler, rovinando il musetto della sua Lotus, che lo costrinse ad andare ai box, precipitando così in classifica.
Nei primi giri le posizioni rimasero invariate, col solo Stuck che venne passato da Depailler, Jochen Mass, Carlos Reutemann e Jacques Laffite. Mentre Andretti comandava la gara, si accese la lotta tra Watson e Scheckter. Al giro 29 il sudafricano colpì la Brabham di Watson. Scheckter fu costretto al ritiro, mentre Watson perse diverse posizioni, uscendo dalla zona punti. Ora la classifica vedeva Hunt secondo, seguito da Depailler, Jochen Mass, Jacques Laffite, Carlos Reutemann e Watson.
Tra il trentanovesimo giro e il quarantunesimo Laffite passò sia Depailler che Hunt, installandosi al secondo posto dietro a Mario Andretti. Pochi giri dopo anche Mass passò i due. Hunt continuò a perdere posizioni a causa dell'usura degli pneumatici, fino a quando si fermò al giro 50 per un pit stop. Questo consentì a Watson di tornare in zona punti. Intanto Carlos Reutemann passò anche Depailler, ponendosi al quarto posto, subito dietro Mass.
Andretti a tre giri dal termine fu costretto a una sosta imprevista ai box: la pompa di pescaggio della benzina non funzionava correttamente, tanto da provocare un consumo anomalo, che lo avevo costretto per buona parte della gara a una guida al risparmio. Ne approfittò Jacques Laffite che così vinse la sua prima gara di Formula 1; anche per la Ligier e per la Matra, fornitrice del propulsore, si trattò della prima vittoria nel mondiale. Fu la prima vittoria per un pilota francese dal Gran Premio di Monaco 1972, con Jean-Pierre Beltoise. Sul podio giunsero Jochen Mass e Carlos Reutemann.

### Risultati
I risultati del gran premio sono i seguenti:
| Pos | No | Pilota             | Costruttore              | Giri | Tempo/Ritiro            | Griglia | Punti |
| --- | -- | ------------------ | ------------------------ | ---- | ----------------------- | ------- | ----- |
| 1   | 26 | Jacques Laffite    | Ligier-Matra             | 72   | 1:46'56"4               | 8       | 9     |
| 2   | 2  | Jochen Mass        | McLaren-Ford Cosworth    | 72   | + 8"449                 | 9       | 6     |
| 3   | 12 | Carlos Reutemann   | Ferrari                  | 72   | + 14"369                | 12      | 4     |
| 4   | 4  | Patrick Depailler  | Tyrrell-Ford Cosworth    | 72   | + 16"308                | 6       | 3     |
| 5   | 7  | John Watson        | Brabham-Alfa Romeo       | 72   | + 18"735                | 2       | 2     |
| 6   | 5  | Mario Andretti     | Lotus-Ford Cosworth      | 72   | + 25"277                | 1       | 1     |
| 7   | 22 | Clay Regazzoni     | Ensign-Ford Cosworth     | 72   | + 31"266                | 14      |       |
| 8   | 34 | Jean-Pierre Jarier | Penske-Ford Cosworth     | 72   | + 1'04"567              | 17      |       |
| 9   | 16 | Jackie Oliver      | Shadow-Ford Cosworth     | 72   | + 1'22"479              | 16      |       |
| 10  | 8  | Hans-Joachim Stuck | Brabham-Alfa Romeo       | 71   | + 1 giro                | 5       |       |
| 11  | 30 | Brett Lunger       | McLaren-Ford Cosworth    | 71   | + 1 giro                | 22      |       |
| 12  | 1  | James Hunt         | McLaren-Ford Cosworth    | 71   | + 1 giro                | 3       |       |
| 13  | 24 | Rupert Keegan      | Hesketh-Ford Cosworth    | 71   | + 1 giro                | 24      |       |
| 14  | 31 | David Purley       | LEC-Ford Cosworth        | 70   | + 2 giri                | 19      |       |
| 15  | 27 | Patrick Nève       | March-Ford Cosworth      | 69   | + 3 giri                | 20      |       |
| 16  | 25 | Harald Ertl        | Hesketh-Ford Cosworth    | 68   | + 4 giri                | 23      |       |
| 17  | 17 | Alan Jones         | Shadow-Ford Cosworth     | 67   | + 5 giri                | 11      |       |
| 18  | 28 | Emerson Fittipaldi | Fittipaldi-Ford Cosworth | 66   | + 6 giri                | 18      |       |
| 19  | 6  | Gunnar Nilsson     | Lotus-Ford Cosworth      | 64   | Cuscinetto di ruota     | 7       |       |
| Rit | 10 | Ian Scheckter      | March-Ford Cosworth      | 61   | Trasmissione            | 21      |       |
| Rit | 19 | Vittorio Brambilla | Surtees-Ford Cosworth    | 52   | Pressione della benzina | 13      |       |
| Rit | 11 | Niki Lauda         | Ferrari                  | 47   | Tenuta di strada        | 15      |       |
| Rit | 20 | Jody Scheckter     | Wolf-Ford Cosworth       | 29   | Collisione con J.Watson | 4       |       |
| Rit | 3  | Ronnie Peterson    | Tyrrell-Ford Cosworth    | 7    | Iniezione               | 10      |       |
| NQ  | 9  | Alex-Dias Ribeiro  | March-Ford Cosworth      |      |                         |         |       |
| NQ  | 36 | Emilio de Villota  | McLaren-Ford Cosworth    |      |                         |         |       |
| NQ  | 18 | Larry Perkins      | Surtees-Ford Cosworth    |      |                         |         |       |
| NQ  | 33 | Boy Hayje          | March-Ford Cosworth      |      |                         |         |       |
| NQ  | 39 | Héctor Rebaque     | Hesketh-Ford Cosworth    |      |                         |         |       |
| NQ  | 35 | Conny Andersson    | BRM                      |      |                         |         |       |
| NQ  | 32 | Mikko Kozarowitsky | March-Ford Cosworth      |      |                         |         |       |

## Statistiche

### Piloti
- 1ª vittoria per  Jacques Laffite;
- 100º Gran Premio per  Ronnie Peterson;
- 1º Gran Premio per  Mikko Kozarowitsky;

### Costruttori
- 1ª vittoria per la  Ligier;
- 230° podio per la  Ferrari;

### Motori
- 1ª vittoria per il motore  Matra;
- 230° podio per il motore  Ferrari;

### Pneumatici
- 97ª vittoria per  Goodyear;

### Giri in testa
- John Watson (1-2);
- Mario Andretti (3-69);
- Jacques Laffite (70-72);

## Classifiche

### Piloti
| Pos | Pilota             | Punti |
| --- | ------------------ | ----- |
| 1   | Jody Scheckter     | 32    |
| 2   | Niki Lauda         | 31    |
| 3   | Carlos Reutemann   | 27    |
| 4   | Mario Andretti     | 23    |
| 5   | Jochen Mass        | 14    |
| 6   | Gunnar Nilsson     | 13    |
| 7   | Patrick Depailler  | 10    |
| 8   | Jacques Laffite    | 9     |
| 9   | James Hunt         | 9     |
| 10  | Emerson Fittipaldi | 8     |
| 11  | Carlos Pace        | 6     |
| 12  | Ronnie Peterson    | 4     |
| 13  | Vittorio Brambilla | 3     |
| =   | Alan Jones         | 3     |
| 15  | John Watson        | 3     |
| 16  | Hans-Joachim Stuck | 2     |
| 17  | Clay Regazzoni     | 1     |
| =   | Renzo Zorzi        | 1     |
| =   | Jean-Pierre Jarier | 1     |

### Costruttori
| Pos | Costruttore              | Punti |
| --- | ------------------------ | ----- |
| 1   | Ferrari                  | 50    |
| 2   | Lotus-Ford Cosworth      | 34    |
| 3   | Wolf-Ford Cosworth       | 32    |
| 4   | McLaren-Ford Cosworth    | 21    |
| 5   | Tyrrell-Ford Cosworth    | 14    |
| 6   | Brabham-Alfa Romeo       | 11    |
| 7   | Ligier-Matra             | 9     |
| 8   | Fittipaldi-Ford Cosworth | 8     |
| 9   | Shadow-Ford Cosworth     | 4     |
| 10  | Surtees-Ford Cosworth    | 3     |
| 11  | Ensign-Ford Cosworth     | 1     |
| =   | Penske-Ford Cosworth     | 1     |